# Den frankofone litteraturpris
Den frankofone litteraturpris (fransk: Prix Littéraire des Ambassadeurs de la Francophonie) er en litteraturpris, som uddeles af de fransktalende landes ambassadører i København til den bedste danske bog, der er udgivet på fransk i et givent år.
Prisen blev startet i 2001.

## Prisvindere
- 2001, Solveig Balle, En Vertu de la Loi (Gallimard)
- 2003, Jens Christian Grøndahl, Bruits du Coeur (Gallimard)
- 2004, Leif Davidsen, La Femme de Bratislava (Gaïa)
- 2005, Peter H. Fogtdal, Le Front Chantilly (Gaïa)
- 2006, Alain Gnaedig, Karen Blixen La Ferme Africaine (Gallimard)
- 2007, Michael Larsen, Le Pays de la Nuit (Bernardpascuito)
- 2008, Bodil Bredsdorff, La fille Corneille (Thierry Magnier)
- 2009, Helle Pryds Helle, Oh, Romeo (Gaïa)
- 2012, Sissel-Jo Gazan, Les plumes du dinosaure (Le Serpent à plumes)